# Ґабріель Аморт
Ґабріель П'єтро Аморт (італ. Gabriele Pietro Amorth; 1 травня 1925, Модена — 16 вересня 2016, Рим) — італійський римо-католицький священник-пауліст, ватиканський екзорцист, письменник, журналіст.

## Біографія
Народився на півночі Італії в місті Модена. Після закінчення правничих студій вступив до Згромадження паулістів. 24 січня 1954 року отримав пресвітерські свячення з рук архієпископа Норчі Іларіо Роатта. У 1986 році призначений екзорцистом Римської дієцезії. Засновник Міжнародного товариства екзорцистів (1990), яке очолював до виходу на пенсію у 75-річному віці (2000), але залишився його почесним головою. За своє життя здійснив майже 160 тисяч актів екзорцизму.
Очолював католицьке видання «Madre de Dios» і працював з католицькими медіа-ресурсами «Famiglia Cristiana» та «Radio Maria».
Помер 16 вересня 2016 року в Римі внаслідок ускладнення хвороби легенів. Похований на Римському комунальному кладовищі Лаурентіно.

## Вибрані твори
- Dialoghi su Maria. 31 temi, 164 domande (1987).
- Un esorcista racconta (1990, 1991).
- Nuovi racconti di un esorcista (1992).
- Liberaci dal male. Preghiere di liberazione e guarigione (1993).
- Esorcisti e psichiatri (1996).
- Il vangelo di Maria. Un mese con la Madre di Gesù (1998).
- Memorie di un esorcista. La mia vita in lotta contro Satana, intervistato da Marco Tosatti (2010).
- L'ultimo esorcista. La mia battaglia contro Satana, con Paolo Rodari (2012).
- Il segno dell'esorcista. Le mie ultime battaglie contro Satana, con Paolo Rodari (2013).
- Angeli e diavoli. Cinquanta domande a un esorcista (2014).
- Racconti di un esorcista (2014).
- Ho incontrato Satana. La battaglia del più autorevole esorcista vivente (2016).
- Il mio rosario (2016).

## Українські переклади
- Але визволи нас від лукавого. — Львів: Добра книжка, 2010. — 144 с.
- Нове визнання екзорциста або розповідь екзорциста [Архівовано 9 березня 2017 у Wayback Machine.]. — Львів: Добра книжка, 2010. — 184 с.
- Спогади екзорциста. — Львів: Добра книжка, 2012. — 152 с.
- Розповідь екзорциста. — Львів: Свічадо, 2013. — 192 с.[9]
- Євангеліє Марії. Жінка, яка перемогла зло. — Львів: Добра книжка, 2014. — 144 с.